# 龍仁ミルスタジアム
龍仁ミルスタジアム（ヨンインミルスタジアム、韓国語: 용인미르스타디움、英語: Yongin Mireu Stadium）は大韓民国・京畿道龍仁市にある総合運動場（陸上競技場兼球技場）。

## 概要
老朽化した龍仁総合運動場（1985年完成、2022年閉鎖）に替わる総合運動場として、2010年に着工し、2018年1月1日に「龍仁市民体育公園」（朝鮮語: 용인시민체육공원）の名称で開場。2020年7月1日付けで現在の名称に改称された。「ミル」（미르）は朝鮮語の固有語で龍の意味。
サッカーの試合が多く行われており、AFC女子クラブ選手権2019の会場となった。また、2026 FIFAワールドカップ・アジア予選でも韓国代表のホームゲームが一部開催されている。2025年7月にはEAFF E-1サッカー選手権2025の男子決勝大会が本スタジアムで開催される予定。
Kリーグで本拠地としているチームは存在しないが、龍仁市は2025年3月にプロサッカークラブを創設して2026年からのKリーグ2参入を目指す意向を表明しており、その際には当スタジアムが本拠地として使用される計画である。なお、ホームスタジアムの改修や不具合などがあった際に代替地として当スタジアムでホームゲームが開催される機会がある。
- 水原三星ブルーウィングスは水原ワールドカップ競技場のグラウンド地盤老朽化に伴う代替として、2024年8月から当スタジアムでKリーグ2のホームゲームを行う[6][7]。
- AFCチャンピオンズリーグエリート2024/25に出場した光州FCは、アジアサッカー連盟 (AFC) から光州ワールドカップ競技場のピッチ不良に伴うホームスタジアムの変更を求められ、2024年10月22日に行われたリーグステージ第3節・ジョホール・ダルル・タクジム戦を当スタジアムで実施した[8]（光州FCが同大会で当スタジアムを使用したのはこの試合のみ）。
- AFCチャンピオンズリーグ2 2024/25に出場した全北現代モータースは、AFCから全州ワールドカップ競技場のピッチ不良に伴うホームスタジアムの変更を求められ、2025年3月6日に行なわれる予定のノックアウトステージ準々決勝1stレグ・シドニーFC戦を当スタジアムで開催する予定[9]。